# レジリエンス (曲)
「レジリエンス」は、日本の女性歌手、彩音の24枚目のシングル。2018年3月25日に5pb.Recordsより発売された。

## 概要
- 前作「SOUL BUSTER」以来約1年4ヶ月ぶりとなるリリースであり、2018年に唯一リリースされたシングル。メモリーズオフ主題歌コンピレーションアルバム『レジリエンス 〜Memories Off BEST〜』と同日発売された。
- 表題曲はMicrosoft Windows・PlayStation 4・PlayStation Vita用ゲームソフト『メモリーズオフ -Innocent Fille-』のオープニングテーマに起用され[1]、カップリング曲は同ゲームのエンディングテーマに起用されている。
- オリコンチャートは圏外となった。

## 収録曲
| 全作詞・作曲: 志倉千代丸、全編曲: 悠木真一。 |                                         |            |            |      |
| #                                            | タイトル                                | 作詞       | 作曲・編曲 | 時間 |
| 1.                                           | 「レジリエンス」                        | 志倉千代丸 | 志倉千代丸 | 4:17 |
| 2.                                           | 「あがらない雨はないんだよ」            | 志倉千代丸 | 志倉千代丸 | 5:19 |
| 3.                                           | 「レジリエンス」(off vocal)             | 志倉千代丸 | 志倉千代丸 | 4:17 |
| 4.                                           | 「あがらない雨はないんだよ」(off vocal) | 志倉千代丸 | 志倉千代丸 | 5:16 |
| 合計時間:                                    | 合計時間:                               | 19:09      |            |      |